# Beit Safafa
Beit Safafa (àrab: بيت صفافا, Bayt Ṣafāfā, literalment ‘Casa de les cases d'estiu’ o ‘Casa dels bancs estrets'; hebreu: בית צפפה‎) és una vila palestina de la governació de Jerusalem, a Cisjordània, al llarg de la Línia verda, amb la gran majoria del seu territori a Jerusalem Est i algunes parts del nord a Jerusalem Occidental. Des dels acords d'armistici de 1949 s'ha dividit per la línia verda. Fins a 1967, la part de Jerusalem Est va romandre sota l'ocupació jordana de Cisjordània, mentre que les parts del nord van romandre sota el govern israelià. Beit Safafa cobreix una àrea de 1.577 dúnams. Després de la Guerra dels Sis Dies les dues parts es van reunir. En 2010 Beit Safafa tenia 5.463 habitants.

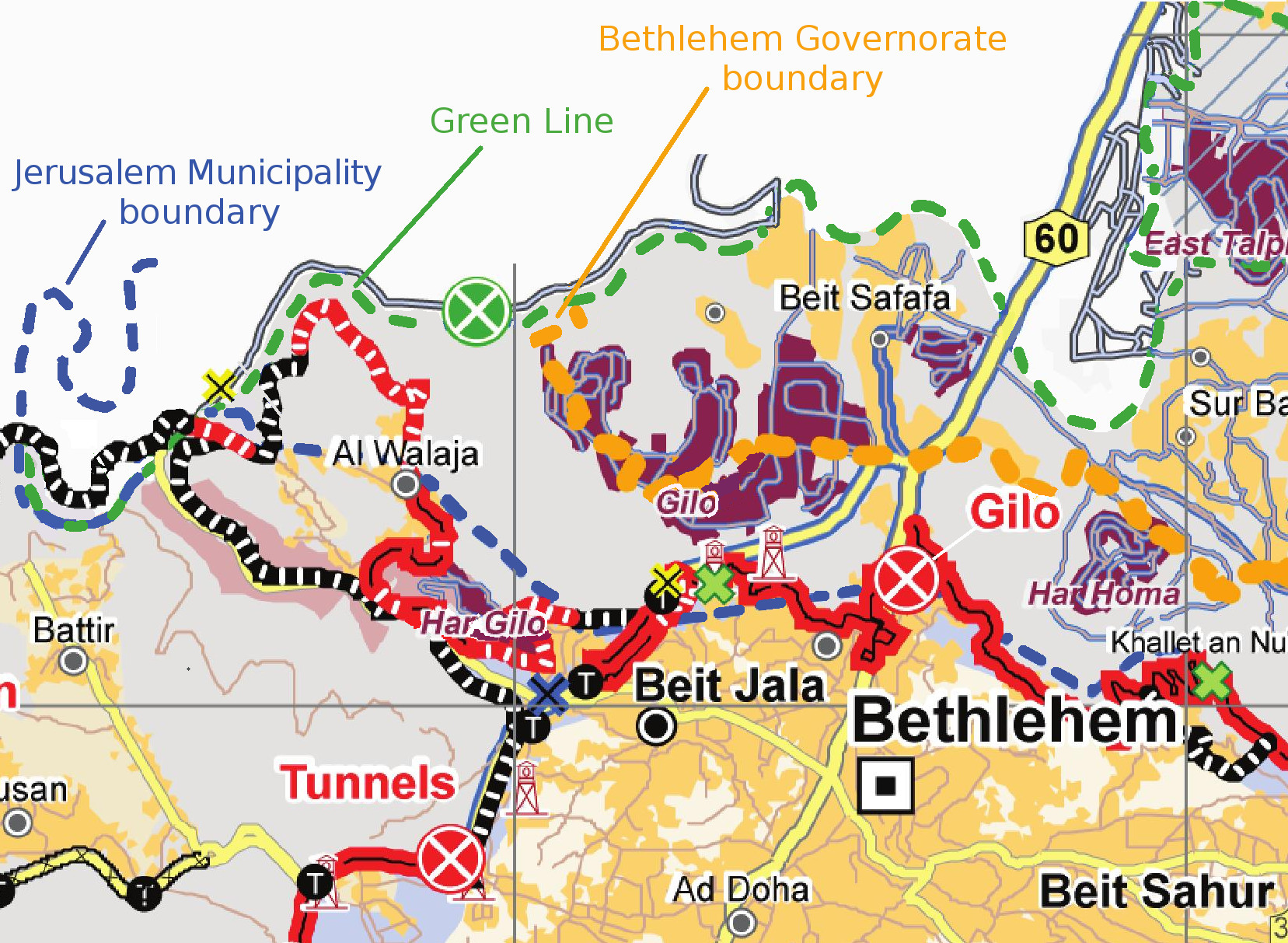
Mapa de la regió de Beit Safafa

## Història
Durant les croades la vila era coneguda com a Bethafava o Bethsaphase. Balduí I va concedir al poble com a feu als Cavallers Hospitalaris abans del setembre de 1110. Una torre del poble està datada al període de la croada.

### Època otomana
La vila fou incorporada a l'Imperi Otomà en 1517 amb la totalitat de Palestina, i en 1596 apareix als registres fiscals com a part de la nàhiya de Quds al liwà de Quds. Tenia una població de 41 llars musulmanes i pagava impostos sobre el blat, l'ordi, les olives, els raïms o els fruiters, i les cabres o els ruscs.
L'explorador francès Victor Guérin va visitar el lloc el 1863, i el va descriure com un poble amb una trentena de cases, algunes de sòlida construcció i molt antigues. Una llista de pobles otomans de l'any 1870 va demostrar que Beit Safafa tenia 169 habitants, amb un total de 41 cases, tot i que el recompte de població només incloïa homes.
En 1883 el Survey of Western Palestine (SWP) del Fons per a l'Exploració de Palestina la va descriure com «un petit poble en terreny pla obert, amb un pou al nord.»
El 1896 es va estimar que la població de "Bet Safafa" era d'unes 180 persones.

### Mandat Britànic de Palestina
En el cens de Palestina de 1922, dut a terme per les autoritats del Mandat Britànic tenia 716 musulmans, que s'incrementaren a 997 musulmans i 24 cristians en 1931.
En el cens de 1945 la població era de 1.410; 1.370 musulmans i 40 cristians, i la superfície de terra era de 3.314 dúnams, segons un cens oficial de terra i població. D'aquests, 1.030 dúnams eren plantacions i terra de rec, 1,149 per a cereals, mentre 71 dúnams eren sòl edificat.

### Després de 1948
Després de la Guerra araboisraeliana de 1948 Beit Safafa es va dividir en dos. La part del sud es trobava a la zona jordana, mentre que la part del nord, originalment a la terra de ningú, va ser transferida a Israel amb la signatura dels acords d'armistici de 1949, i posteriorment va ser annexada unilateralment a Jerusalem per Israel.
Després de la guerra, una secció del ferrocarril Jaffa-Jerusalem es va mantenir sota el control jordà. Després dels acords d'armistici de 1949, es va acordar que Jordània transferís el control d'aquesta secció de la via a Israel, per tal que els ferrocarrils d'Israel poguessin reiniciar el servei ferroviari a Jerusalem. Com a resultat, la zona sud de la línia del ferrocarril formava part de la Cisjordània controlada per Jordània i la pròpia línia del ferrocarril i la zona cap al nord, formava part de Jerusalem. El servei a la línia es va repredre el 7 d'agost de 1949.
Durant el període en què es va dividir el barri, es va erigir una tanca de filferro de dos peus d'alçada al mig del carrer principal amb soldats de la Legió Àrab i soldats israelians vigilant a cada costat.

### Després de la Guerra dels Dis Dies
El 1967, després de la victòria d'Israel en la Guerra dels Sis Dies, es va retirar la tanca i es va reunificar el barri. Els veïns del costat israelià tenien la ciutadania israeliana, mentre que als del costat sud els van lliurar, com aresidents de Jerusalem oriental, targetes d'identificació i residència de Jerusalem, mentre mantenien la ciutadania jordana. També després de la guerra de 1967 cristians palestins de Natzaret, Jaffa i Jerusalem amb ciutadania israeliana es va traslladar a Beit Safafa, expandint la petita comunitat, i també s'hi van traslladar algunes famílies jueves.

## Plans de desenvolupament urbà
El 2012, un pla de desenvolupament urbà aprovat pel Municipi de Jerusalem va anunciar un projecte per construir quatre noves carreteres a Beit Safafa. A començaments de 2013 el Municipi de Jerusalem va començar la construcció d'una carretera de vuit carrils que bisectaria a Beit Safafa. L'autor israelià David Grossman va escriure que el pla es va adoptar sense escrutini públic i va fer malbé el caràcter del barri. ls residents van afirmar que el pla era il·legal i la construcció es va iniciar sense previ avís. Després de la petició dels tribunals locals i la Cort Suprema d'Israel, els residents van aconseguir detenir el projecte.Naomi Tzur, tinent d'alcalde de Jerusalem i titular de la cartera de planificació urbana, va dir que els residents estaven "aprofitant la situació política per convertir una preocupació local en una història internacional." Quan els residents de Beit HaKerem van dur a terme la seva lluita per la seva part de l'Autopista Begin, els mitjans de comunicació internacionals no n'estaven interessats. Era simplement una lluita dels residents contra el seu municipi per obtenir millors compensacions i una millor infraestructura, i és una lluita perfectament justificable i part de la democràcia". El juny de 2013, la Cort Suprema va dictaminar que la el tram d'1 milla d'autopista Beit Safafa causaria un dany inacceptable a la qualitat de vida dels residents. Els advocats de Beit Safafa afirmen que podria ser una solució acceptable la construcció d'un túnel aïllat acústicament que faci subterrània la carretera i protegeixi la integritat geogràfica de la zona.

## Personatges il·lustres
- Sayed Kashua